# Biathlon aux Jeux paralympiques de 2014
Navigation
Vancouver 2010 Pyeongchang 2018
Les épreuves de biathlon aux Jeux paralympiques d'hiver de 2014 se tiennent du 8 mars 2014 au 14 mars 2014 au complexe de ski de fond et de biathlon Laura dans la station de sports d'hiver de Krasnaïa Poliana dans le Kraï de Krasnodar (Russie).

## Calendrier
| C | Course |

| Évènements                           | Évènements                           | Évènements                           | Calendrier | Calendrier | Calendrier | Calendrier | Calendrier | Calendrier | Calendrier | Calendrier | Calendrier | Calendrier |
| Évènements                           | Évènements                           | Évènements                           | 7          | 8          | 9          | 10         | 11         | 12         | 13         | 14         | 15         | 16         |
| Évènements                           | Évènements                           | Évènements                           | Mars 2014  |            |            |            |            |            |            |            |            |            |
| Cérémonies d'ouverture et de clôture | Cérémonies d'ouverture et de clôture | Cérémonies d'ouverture et de clôture | •          |            |            |            |            |            |            |            |            | •          |
|                                      |                                      |                                      |            |            |            |            |            |            |            |            |            |            |
| Hommes                               |                                      |                                      |            |            |            |            |            |            |            |            |            |            |
| Malvoyants                           |                                      |                                      |            |            |            |            |            |            |            |            |            |            |
| 7,5 km                               |                                      | C                                    |            |            |            |            |            |            |            |            |            |            |
| 12,5 km                              |                                      |                                      |            |            | C          |            |            |            |            |            |            |            |
| 15 km                                |                                      |                                      |            |            |            |            |            | C          |            |            |            |            |
| Debout                               |                                      |                                      |            |            |            |            |            |            |            |            |            |            |
| 7,5 km                               |                                      | C                                    |            |            |            |            |            |            |            |            |            |            |
| 12,5 km                              |                                      |                                      |            |            | C          |            |            |            |            |            |            |            |
| 15 km                                |                                      |                                      |            |            |            |            |            | C          |            |            |            |            |
| Assis                                |                                      |                                      |            |            |            |            |            |            |            |            |            |            |
| 7,5 km                               |                                      | C                                    |            |            |            |            |            |            |            |            |            |            |
| 12,5 km                              |                                      |                                      |            |            | C          |            |            |            |            |            |            |            |
| 15 km                                |                                      |                                      |            |            |            |            |            | C          |            |            |            |            |
|                                      |                                      |                                      |            |            |            |            |            |            |            |            |            |            |
| Femmes                               |                                      |                                      |            |            |            |            |            |            |            |            |            |            |
| Malvoyantes                          |                                      |                                      |            |            |            |            |            |            |            |            |            |            |
| 6 km                                 |                                      | C                                    |            |            |            |            |            |            |            |            |            |            |
| 10 km                                |                                      |                                      |            |            | C          |            |            |            |            |            |            |            |
| 12,5 km                              |                                      |                                      |            |            |            |            |            | C          |            |            |            |            |
| Debout                               |                                      |                                      |            |            |            |            |            |            |            |            |            |            |
| 6 km                                 |                                      | C                                    |            |            |            |            |            |            |            |            |            |            |
| 10 km                                |                                      |                                      |            |            | C          |            |            |            |            |            |            |            |
| 12,5 km                              |                                      |                                      |            |            |            |            |            | C          |            |            |            |            |
| Assises                              |                                      |                                      |            |            |            |            |            |            |            |            |            |            |
| 6 km                                 |                                      | C                                    |            |            |            |            |            |            |            |            |            |            |
| 10 km                                |                                      |                                      |            |            | C          |            |            |            |            |            |            |            |
| 12,5 km                              |                                      |                                      |            |            |            |            |            | C          |            |            |            |            |
|                                      |                                      |                                      |            |            |            |            |            |            |            |            |            |            |

## Médaillés

### Hommes

#### Malvoyants
| Épreuves | Or                                            | Argent                                               | Bronze                                                                                        |
| -------- | --------------------------------------------- | ---------------------------------------------------- | --------------------------------------------------------------------------------------------- |
| 7,5 km   | Vitaliy Lukyanenko (UKR) Guide : Borys Babar  | Nikolay Polukhin (RUS) Guide : Andrey Tokarev        | Vasili Shaptsiaboi (BLR) Guide : Mikhail Lebedzeu                                             |
| 12,5 km  | Vitaliy Lukyanenko (UKR) Guide : Borys Babar  | Nikolay Polukhin (RUS) Guide : Andrey Tokarev        | Vasili Shaptsiaboi (BLR) Guide : Mikhail Lebedzeu                                             |
| 15 km    | Nikolay Polukhin (RUS) Guide : Andrey Tokarev | Anatolii Kovalevskyi (UKR) Guide : Oleksandr Mukshyn | Vitaliy Lukyanenko (UKR) Guide : Borys Babar Stanislav Chokhalev (RUS) Guide : Maksim Pirogov |

#### Debout
| Épreuves | Or                         | Argent                | Bronze                 |
| -------- | -------------------------- | --------------------- | ---------------------- |
| 7,5 km   | Vladislav Lekomtcev (RUS)  | Mark Arendz (CAN)     | Azat Karachurin (RUS)  |
| 12,5 km  | Azat Karachurin (RUS)      | Nils-Erik Ulset (NOR) | Mark Arendz (CAN)      |
| 15 km    | Grygorii Vovchynskyi (UKR) | Nils-Erik Ulset (NOR) | Kirill Mikhaylov (RUS) |

#### Assis
| Épreuves | Or                    | Argent                | Bronze                     |
| -------- | --------------------- | --------------------- | -------------------------- |
| 7,5 km   | Roman Petushkov (RUS) | Maksym Yarovyi (UKR)  | Kozo Kubo (JPN)            |
| 12,5 km  | Roman Petushkov (RUS) | Alexey Bychenok (RUS) | Grigory Murygin (RUS)      |
| 15 km    | Roman Petushkov (RUS) | Grigory Murygin (RUS) | Aleksandr Davidovich (RUS) |

### Femmes

#### Malvoyantes
| Épreuves | Or                                              | Argent                                          | Bronze                                         |
| -------- | ----------------------------------------------- | ----------------------------------------------- | ---------------------------------------------- |
| 6 km     | Mikhalina Lyssova (RUS) Guide : Alexey Ivanov   | Iuliia Budaleeva (RUS) Guide : Tatiana Maltseva | Oksana Shyshkova (UKR) Guide : Lada Nesterenko |
| 10 km    | Mikhalina Lyssova (RUS) Guide : Alexey Ivanov   | Iuliia Budaleeva (RUS) Guide : Tatiana Maltseva | Oksana Shyshkova (UKR) Guide : Lada Nesterenko |
| 12,5 km  | Iuliia Budaleeva (RUS) Guide : Tatiana Maltseva | Mikhalina Lyssova (RUS) Guide : Alexey Ivanov   | Oksana Shyshkova (UKR) Guide : Lada Nesterenko |

#### Debout
| Épreuves | Or                        | Argent                    | Bronze                        |
| -------- | ------------------------- | ------------------------- | ----------------------------- |
| 6 km     | Alena Kaoufman (RUS)      | Anna Milenina (RUS)       | Yuliia Batenkova-Bauman (UKR) |
| 10 km    | Alena Kaoufman (RUS)      | Oleksandra Kononova (UKR) | Natalia Bratiuk (RUS)         |
| 12,5 km  | Oleksandra Kononova (UKR) | Alena Kaoufman (RUS)      | Natalia Bratiuk (RUS)         |

#### Assises
| Épreuves | Or                        | Argent                    | Bronze                  |
| -------- | ------------------------- | ------------------------- | ----------------------- |
| 6 km     | Andrea Eskau (GER)        | Svetlana Konovalova (RUS) | Olena Iurkovska (UKR)   |
| 10 km    | Anja Wicker (GER)         | Svetlana Konovalova (RUS) | Lyudmyla Pavlenko (UKR) |
| 12,5 km  | Svetlana Konovalova (RUS) | Anja Wicker (GER)         | Olena Iurkovska (UKR)   |

## Tableau des médailles
- Pays organisateur (Russie)

| Rang  | Nation      | Or | Argent | Bronze | Total |
| ----- | ----------- | -- | ------ | ------ | ----- |
| 1     | Russie      | 12 | 11     | 7      | 30    |
| 2     | Ukraine     | 4  | 3      | 8      | 15    |
| 3     | Allemagne   | 2  | 1      | 0      | 3     |
| 4     | Norvège     | 0  | 2      | 0      | 2     |
| 5     | Canada      | 0  | 1      | 1      | 2     |
| 6     | Biélorussie | 0  | 0      | 2      | 2     |
| 7     | Japon       | 0  | 0      | 1      | 1     |
| Total | Total       | 18 | 18     | 19     | 55    |